# Arnold Hasselblatt (Mediziner)
Arnold Hasselblatt (* 20. Juni 1929 in Reval; † 24. November 2024 in Göttingen) war ein deutscher Pharmakologe und Hochschullehrer.

## Leben
Hasselblatt war nach dem Medizinstudium in Göttingen weiter an der Georg-August-Universität Göttingen tätig, wo er 1957 bei Ludwig Lendle promovierte. Von 1970 bis 1997 war er Direktor des Instituts für Pharmakologie und Toxikologie der Universität Göttingen.
Hasselblatt war ein Pionier der Diabetologie in Deutschland. In den Fünfzigerjahren untersuchte er die blutzuckersenkende Wirkung der Sulfonylharnstoffe systematisch vom Gesamtorganismus bis hin zur molekularen Wirkung an den Inselzellen der Bauchspeicheldrüse. Er habilitierte sich mit einer Schrift zum Thema „Untersuchungen über das Auftreten von gebundenem Insulin im Serum und seine Aktivierung durch Tolbutamid in vitro“. Hasselblatt war Ehrenmitglied der Deutschen Diabetes-Gesellschaft sowie der Deutschen Gesellschaft für Experimentelle und Klinische Pharmakologie und Toxikologie. Auch nach seiner Emeritierung im Jahre 1997 baute Hasselblatt die Partnerschaft zwischen der Universität Göttingen und der Universität Tartu aus und engagierte sich für einen lebendigen wissenschaftlichen Austausch zwischen beiden Hochschulen. Er war Mitautor zahlreicher Lehrbücher der Pharmakologie und Toxikologie.